# Деревня в воздухе
«Деревня в воздухе» или «Воздушная деревня» (фр. Le Village aérien) — роман Жюля Верна, написанный в 1896—1901 годах и впервые вышедший отдельной книгой в 1901 году. Роман пропагандирует эволюционную теорию Дарвина.

## Сюжет
Действие романа разворачивается в Африке на территории нынешних государств Демократическая Республика Конго (бывший Заир) и Республика Конго (на момент событий романа — соответственно бельгийской и французской колоний) в самом конце XIX века. В 1896 году доктор Иохаузен, врач и биолог, большой гуманист, тем не менее, считающийся в определённых кругах (и небезосновательно) сумасшедшим, отправляется в научную экспедицию в глубь Африки, с целью изучения обезьян-гоминид, и бесследно исчезает в джунглях. Его пытаются найти, но безуспешно и, в конце концов, признают пропавшим без вести.
Три года спустя, в 1899 году, двое молодых людей, француз Макс Гюбер и американец Джон Корт, служащие американской торговой компании, торгующей во французских колониях, решают отправиться в сафари в восточную часть французского Конго. Вместе с ними следует организатор тура португалец Урдакс и проводник Камис. Поездка оказывается весьма удачной, им удаётся собрать богатую добычу, и они возвращаются обратно в Либревиль. Во время поездки им удаётся выкупить у рабовладельцев мальчика Ллангу, и он тоже отправляется в Либревилль вместе с ними. Когда до города остаётся не больше месяца пути, путешественники замечают ночью странные огни в джунглях. Думая, что на них напали дикари, они вооружаются и готовятся дать отпор, но никаких дикарей не обнаруживают. Неожиданно на их лагерь нападает стадо слонов. Джон, Макс, Камис и Лланга спасаются бегством, скрывшись от слонов в джунглях, но Урдакс погибает. Вместе с ним оказывается уничтоженным и их фургон со всей добычей и большей частью провизии. Оказавшись в лесу, путешественники решают пересечь его напрямую. Несмотря на то, что этот путь трудный и опасный, другого выхода у них всё равно нет, и они отправляются в путь.

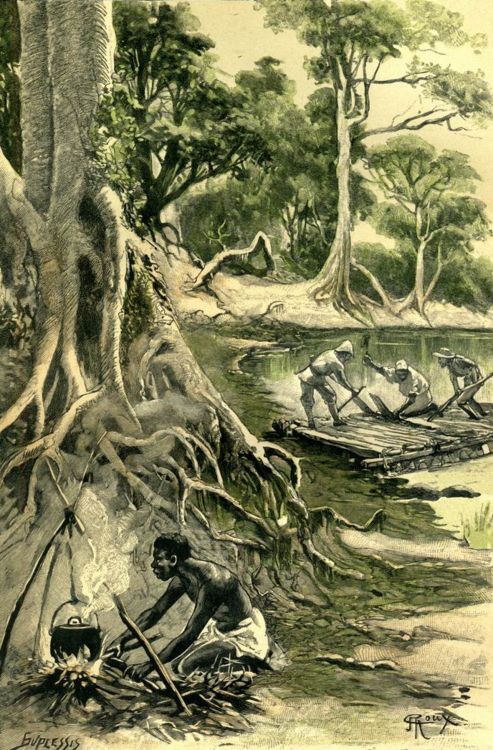
Иллюстрация Жоржа Ру к изданию 1901 года.

После долгого, трудного и опасного перехода они выходят на берег реки и, судя по направлению её течения, приходят к выводу, что это приток реки Убанги, которая сама является притоком реки Конго, и решают плыть по этой реке. На её берегу они обнаруживают заброшенную хижину и выясняют, что это хижина пропавшего три года назад доктора Иохаузена, но самого профессора в ней не находят. Из записей дневника они выясняют, что Иохаузен жил здесь до конца лета 1896 года. Макс и Джон решают по возвращении в Либревилль организовать экспедицию для поисков профессора и в честь него нарекают речку, по которой им предстоит плыть.
Друзья строят плот и отправляются в плавание. В пути они спасают тонущую обезьянку, но Лланга утверждает, что это не обезьянка, а человеческий ребёнок. Плот с путешественниками неожиданно терпит крушение у водопада. К счастью, путешественники остаются живы, но теряют плот, почти всё оружие и провизию, а также Ллангу. Путники вынуждены идти через джунгли. Вскоре они выходят к деревне с домами на деревьях. Местные жители берут их в плен.
Деревню населяет чудом сохранившееся в глубинах джунглей племя неандертальцев. Здесь же, в деревне, путешественники встречают и Ллангу, которого спасли первобытные люди. Лланга знакомит их со своими новыми друзьями. Путешественники проводят в деревне три недели на положении гостей — им лишь не позволено спускаться вниз по верёвочной лестнице, связывающей деревню с окружающим миром. Выясняется, что неандертальцы не так уж и примитивны — им свойственны общечеловеческие понимания и чувства, они изготавливают одежду и орудия труда, себя называют «вагди», а деревню — «Нгала».
Путники хотят поговорить с вождём, чья хижина стоит в центре деревни, но простым смертным говорить с ним запрещено. Они решают встретиться с вождём на большом грядущем празднике. По самый конец торжества появляется вождь, которым оказывается профессор Иохаузен. Воспользовавшись пьянством стражи, путники проникают в хижину вождя и понимают, что он за время жизни в джунглях совершенно лишился рассудка. Поднимается тревога, и друзьям с помощью семьи друга Лланги удаётся бежать. На лодке неандертальцев они достигают французских колоний. Не имея с собой никаких доказательств существования вагди, путешественникам не удаётся доказать, что они нашли доктора Иохаузена.

## История создания

### Публикации на русском языке
Роман впервые появился на русском языке летом 1901 года в издательстве П. П. Сойкина. Этот же вариант переиздавался в 1999 году. Существует несколько вариантов перевода произведения на русский язык:
- Жюль Верн. Деревня в воздухе / переводчик: Е. Рамина. — СПб.: Типография "Герольд", 1906. — 256 с.
- Жюль Верн. Воздушная деревня / перевод: В. Л. Брюгген. — Братья Кип. Воздушная деревня. — М.: Ладомир, 1994. — Т. 16. — 414 с. — (Неизвестный Жюль Верн). — 100 000 экз. — ISBN 5-86218-134-2.
- Жюль Верн. Дети капитана Гранта. Деревня в воздухе. — Logos, 1999. — 720 с. — (Библиотека П. П. Сойкина). — 6000 экз. — ISBN 5-87288-174-6.
- Жюль Верн. Деревня в воздухе / переводчик: И. Аксенов. — Дунайский лоцман. Деревня в воздухе. — Астрель, Neoclassic, 2012. — 384 с. — (Зарубежная классика). — 3000 экз. — ISBN 978-5-271-41524-1.
- Жюль Верн. Деревня в воздухе / переводчик: ?. — В.В.Мамонов, 2015. — 232 с. — (Бороться и искать). — ISBN 978-5-00096-012-7. Архивировано 17 сентября 2017 года.